# Manoel de Oliveira

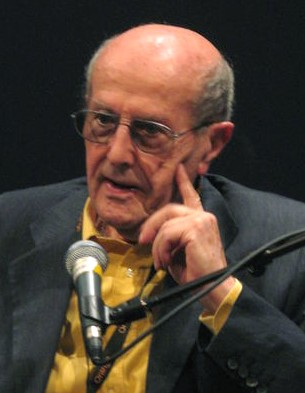
Manoel de Oliveira 2008.

Manoel Cândido Pinto de Oliveira, född 11 december 1908 i Cedofeita i Porto, död 2 april 2015 i Porto, var en portugisisk filmregissör. Han blev 106 år gammal och sades ofta vara världens äldsta aktiva filmregissör.

## Filmografi
- Douro, Faina Fluvial (1931)
- Estátuas de Lisboa (1932)
- Os Últimos Temporais: Cheias do Tejo (1937)
- Miramar, Praia das Rosas (1938)
- Já se fabricam automóveis em Portugal (1938)
- Famalicão (1941)
- Aniki-Bóbó (1942)
- O Pintor e a Cidade (1956)
- O Coração (documentär, 1958)
- O Pão (documentär, 1959)
- Acto de Primavera (1963)
- A Caça (1963)
- Villa Verdinho: Uma Aldeia Transmontana (1964)
- As Pinturas do Meu Irmão Júlio (1965)
- O Passado e o Presente (1971)
- Benilde ou a Virgem Mãe (1974)
- Amor de Perdição (1978)
- Francisca (1981)
- Visita ou Memórias e Confissões (1982)
- Lisboa Cultural (documentär, 1983)
- Nice... À Propos de Jean Vigo  (1983)
- Le Soulier de satin (1985)
- Mon Cas (1987)
- A Propósito da Bandeira Nacional (1987)
- Kannibalerna (Os Canibais) (1988)
- Nao, ou a vã glória de mandar (1990)
- A Divina Comédia (1991)
- O Dia do Desespero (1992)
- Abrahams dal (Vale Abraão) (1993)
- A Caixa (1994)
- O Convento (1995)
- Party (1996)
- Viagem ao Princípio do Mundo (1997)
- Inquietude (1998)
- La Lettre (1999)
- Palavra e Utopia (2000)
- Je rentre à la maison (2001)
- Porto da Minha Infância (2001)
- O Princípio da Incerteza (2002)
- Momento (2002)
- Um Filme Falado (2003)
- O Quinto Império: Ontem Como Hoje (2004)
- Espelho Mágico (2005)
- Do Visível ao Invisível (2005)
- Belle Toujours (2006)
- O Improvável não é Impossível (2006)
- Cristóvão Colombo - O Enigma (2007)
- Chacun son cinéma (2007)
- O Vitral e a Santa Morta (2008)
- Romance de Vila do Conde (2008)
- Singularidades de uma Rapariga Loura (2009)
- O Estranho Caso de Angélica (2010)
- Gebo et l'ombre (2012)